# Domenico Maria Fontana
Pour les articles homonymes, voir Fontana.
Domenico Maria Fontana, né vers 1607 à Parme, est un graveur italien.

## Biographie
Domenico Maria Fontana naît vers 1607 à Parme. Il apprend son métier à Bologne, où il grave plusieurs planches à partir de ses propres dessins et d'originaux d'artistes établis. On lui attribue de nombreuses gravures, dont une Fuite en Égypte avec un paysage montagneux, Les Sabines rétablissant la paix entre Romains et Sabins, Saint Jean prêchant dans le désert et Le Christ montant au Calvaire. Il semble qu'il y ait eu deux artistes de ce nom à Parme.